# Taube (hyllningsskiva)
Taube är ett dubbelt musikalbum utgivet år 1990 där svenska artister framför sånger skrivna av Evert Taube. Det är sammanställt och inspelat skivproducenten Kjell Andersson på EMI. Han hade haft stora framgångar med ett liknande hyllningsalbum till Cornelis Vreeswijk, Den flygande holländaren, två år tidigare.
Projektet väckte stor uppmärksamhet när det lanserades, men albumet togs emot med viss tveksamhet av kritikerkåren. Visdiktaren Olle Adolphson, som själv tolkat Evert Taube, kritiserade projektet för bristande respekt, bland annat för att låtarna inte var tillräckligt genomarbetade.

## Låtlista
Text och musik av Evert Taube om inget annat anges.
| CD | Spår | Låttitel                                                                                  | Artist | Längd |
| -- | ---- | ----------------------------------------------------------------------------------------- | --- | ----- |
| 1  | 1    | Så länge skutan kan gå                                                                    | Evert Taube                                                                                                | 00:36 |
| 1  | 2    | Fritiof Anderssons paradmarsch                                                            | Eldkvarn                                                                                                   | 05:33 |
| 1  | 3    | I dina drömmar                                                                            | Peter LeMarc                                                                                               | 02:11 |
| 1  | 4    | Här är den sköna sommaren                                                                 | Magnus Johansson                                                                                           | 02:49 |
| 1  | 5    | Dansen på Sunnanö                                                                         | John Holm                                                                                                  | 04:45 |
| 1  | 6    | Jag är fri, jag har sonat...                                                              | Totta Näslund                                                                                              | 03:15 |
| 1  | 7    | Stockholmsmelodi                                                                          | Ola Magnell                                                                                                | 03:17 |
| 1  | 8    | Nocturne                                                                                  | Eva Dahlgren och Roland Pöntinen                                                                           | 04:46 |
| 1  | 9    | Och skulle det så vara - Text – Evert Taube - Musik – Gunnar Hahn                         | Gina Jacobi                                                                                                | 01:50 |
| 1  | 10   | Fritiof och Carmencita                                                                    | Jakob Hellman                                                                                              | 03:05 |
| 1  | 11   | Pepita dansar                                                                             | Kajsa Grytt                                                                                                | 03:38 |
| 1  | 12   | Pierina                                                                                   | Toni Holgersson och Irma Schultz                                                                           | 03:27 |
| 1  | 13   | Muren och böckerna                                                                        | Bodil Malmsten och Eva Dahlgren                                                                            | 05:33 |
| 1  | 14   | Så skimrande var aldrig havet                                                             | Marie Fredriksson                                                                                          | 03:54 |
| 1  | 15   | Cheerio - Svensk text – Evert Taube - Original – Banjo Paterson - Musik – Leif Jordansson | Bad Liver                                                                                                  | 02:53 |
| 1  | 16   | Fritiof Anderssons polka                                                                  | Totta Näslund                                                                                              | 02:36 |
| 1  | 17   | Här, Rosemarie, syns blåa Nämdöfjärden                                                    | Ola Magnell                                                                                                | 05:46 |
| 1  | 18   | Balladen om Gustaf Blom från Borås                                                        | Magnus Johansson                                                                                           | 03:24 |
| 1  | 19   | Det fönstret som lyste                                                                    | Toni Holgersson                                                                                            | 02:56 |
| 1  | 20   | En Håttespeleman                                                                          | Totta Näslund                                                                                              | 04:55 |
| 2  | 1    | Calle Schewens vals                                                                       | Evert Taube                                                                                                | 01:18 |
| 2  | 2    | Himlajord                                                                                 | Magnus Johansson                                                                                           | 04:06 |
| 2  | 3    | Bibbi                                                                                     | Gina Jacobi                                                                                                | 03:44 |
| 2  | 4    | Sjuttonde balladen                                                                        | Eldkvarn                                                                                                   | 04:10 |
| 2  | 5    | Byssan-Lull                                                                               | Peter LeMarc                                                                                               | 04:48 |
| 2  | 6    | Morgon efter regn                                                                         | Toni Holgersson                                                                                            | 02:06 |
| 2  | 7    | Flickan i Havanna                                                                         | Kajsa Grytt                                                                                                | 04:31 |
| 2  | 8    | Möte i monsunen                                                                           | Perssons Pack                                                                                              | 04:12 |
| 2  | 9    | Fragancia                                                                                 | Anne-Lie Rydé                                                                                              | 04:35 |
| 2  | 10   | Tango i Nizza                                                                             | Jakob Hellman                                                                                              | 03:29 |
| 2  | 11   | Sjösalavår                                                                                | Eldkvarn                                                                                                   | 05:48 |
| 2  | 12   | Ballad om briggen "Blue Bird" av Hull                                                     | Totta Näslund                                                                                              | 04:38 |
| 2  | 13   | Eldare på värmen                                                                          | Perssons Pack                                                                                              | 05:05 |
| 2  | 14   | Så länge skutan kan gå                                                                    | Plura Jonsson, Peter LeMarc, Totta Näslund, Per Persson, Magnus Johansson, Toni Holgersson och Ola Magnell | 04:19 |